# والی اکسپورت
والی اکسپورت (آلمانی: Valie Export؛ ۱۷ مهٔ ۱۹۴۰) یک هنرمند، کارگردان فیلم، انیماتور رایانه‌ای، فیلم‌نامه‌نویس، مجسمه‌ساز، عکاس، مدرس هنر و ناشر آثار هنری معاصر اهل اتریش است.
از فیلم‌ها یا مجموعه‌های تلویزیونی که وی در آن‌ها نقش داشته‌است می‌توان به دشمنان ناپیدا اشاره نمود.